# Clossiana staudingeri
Clossiana staudingeri är en fjärilsart som beskrevs av Wnukowsky 1929. Clossiana staudingeri ingår i släktet Clossiana och familjen praktfjärilar. Inga underarter finns listade i Catalogue of Life.